# Секст Папиний Алений
Секст Папиний Алений (на латински: Sextus Papinius Allenius) е политик и сенатор на ранната Римска империя.

## Биография
Папиний e homo novus. Служи като военен трибун по времето на Август в Африка и Сирия. След това е квестор, легат и претор.
През 36 г. Папиний става консул заедно с Квинт Плавций. Тази година суфектконсули стават Гай Ветий Руф и за последния ден на годината Марк Порций Катон.